# El coleccionista de muñecas
El coleccionista de muñecas (título original: Perfect Prey) es un telefilme estadounidense de drama y suspenso de 1998, dirigido por Howard McCain, escrito por Robert McDonnell, musicalizado por Ennio Di Berardo, en la fotografía estuvieron David Aquino, Ed Talavera y Robert D. Tomer, los protagonistas son Kelly McGillis, Bruce Dern y D.W. Moffett, entre otros. Este largometraje fue producido por Imperial Bank y Meeker/Greene Entertainment Inc.; se estrenó el 10 de julio de 1998.

## Sinopsis
Un ex ranger de Texas es contactado por un capitán de policía de Houston para colaborar con un investigador de homicidios, tratan de encontrar a un escurridizo homicida en serie que colecciona muñecas añejas.